# Tony Wilson (General)
Sir Mathew John Anthony (Tony) Wilson, 6. Baronet (* 2. Oktober 1935; † 5. Dezember 2019 in Woodstock, Vermont) war ein britischer Generalstabsoffizier.

## Militärische Laufbahn
Ausgebildet an der Militär-Elite-Akademie in Sandhurst (Royal Military Academy Sandhurst) trat Wilson an seinem einundzwanzigsten Geburtstag, 2. Oktober 1956, in die King’s Own Yorkshire Light Infantry (K.O.Y.L.I.) ein und repräsentierte damit schon die vierte aufeinander folgende Generation seiner Familie, die in diesem Regiment Dienst tat.
Während der nächsten Jahre nahm Wilson aktiv an Kampfhandlungen in Aden, auf Borneo, Malaya und Zypern sowie in Nordirland teil.
1967 erfolgte die Beförderung zum Major und im Januar 1971 wurde er als Member (MBE) in den Order of the British Empire (Military Division) aufgenommen. Kurz darauf, im Mai 1972, erhielt er das Military Cross, den dritthöchsten britischen Militärorden, für beispielhafte Pflichterfüllung während seiner Einsatzzeit in Nordirland.
1973 folgte die Beförderung zum Lieutenant Colonel (Oberstleutnant) und nach erneuten Einsätzen in Nordirland und Hongkong wurde er 1979 als Officer (OBE) des Order of the British Empire (Military Division) ausgezeichnet.
Mit der Beförderung zum Colonel (Oberst) erfolgte die Versetzung in den Generalstab des Verteidigungsministeriums nach London, wo er am 31. Dezember 1980 zum Brigadier (Brigadegeneral) befördert wurde und gleichzeitig das Kommando über die 5. Infanterie-Brigade übernahm, die er auch während des Falklandkrieges führte.
Zum 31. Dezember 1982 trat er von allen militärischen Ämtern zurück und schied zum 31. Januar 1983 aus der British Army aus.

## Falkland-Krieg
Wilson führte dort die 5. Infanterie-Brigade, einen Großkampfverband der British Army. Der zweite Großverband war die 3. Commando-Brigade der Royal Marines unter dem Kommando von Brigadier Julian Thompson.
Wilsons Einheit war für die Südflanke der Ost-Insel zuständig und rückte dort auf die ganz im Osten der Insel gelegene Hauptstadt Stanley vor.
Zunächst war Wilson das Kriegsglück noch hold, da er durch ein gewagtes Manöver kurz nach seiner Ankunft auf den Inseln, den sogenannten „bold move“, praktisch innerhalb weniger Tage eine große Distanz überbrücken und damit große Landstriche für die Briten sichern konnte.
Während des weiteren Vormarsches ereignete sich dann aber mittags am 8. Juni 1982 ein folgenschwerer argentinischer Luftangriff auf zwei britische Landungsschiffe, die im Hafen Port Pleasant (gelegentlich auch Fitzroy oder Bluff Cove genannt) vor Anker lagen. Dabei kamen 46 britische Soldaten und drei asiatische Crew-Mitglieder ums Leben, 115 Männer erlitten teilweise schwerste Verbrennungen. Es handelte sich um das verlustreichste Einzelereignis auf britischer Seite in diesem Krieg. Zum Zeitpunkt des Angriffs befanden sich auch mehrere TV-Teams vor Ort, so dass die Briten dieses Ereignis zuhause vor ihren Fernsehern quasi in Farbe und live verfolgen konnten – während die britische Regierung und Militärführung über den gesamten Kriegsverlauf hinweg ansonsten stark darauf erpicht waren, so wenig wie möglich Informationen an die Öffentlichkeit geben zu müssen.
An Wilson und seine 5. Infanterie-Brigade erinnert man sich aber nicht nur wegen dieses Vorfalles.
Wilson ging auch deshalb in die Geschichte des Falklandkrieges ein, weil er der einzige hochrangige Offizier auf britischer Seite war, der nach Beendigung der Kampfhandlungen keinerlei Ehrungen, weder Orden noch Titel, erhielt, während alle anderen am Falkland-Krieg beteiligten britischen Stabs- und Generalstabsoffiziere hier bedacht wurden.
Am 31. Dezember 1982 trat der General von allen militärischen Ämtern zurück.

## Nach 1982
Von 1983 bis 1985 war Wilson Geschäftsführer der britischen „Wilderness Foundation United Kingdom“, einer gemeinnützigen Organisation, die Seminar-Teilnehmern die Möglichkeit bietet, Aufenthalte in Natur und Wildnis zu erleben.
Mathew John Anthony Wilson wanderte mit seiner Frau Janet Mary, geborene Mowll, kurz nach dem Falkland-Krieg in die USA aus und lebte – von der Öffentlichkeit weitgehend zurückgezogen – in den US-Bundesstaaten Florida und Vermont.
Die Eheleute Wilson, die am 1. Dezember 1962 heirateten, hatten zwei Kinder, den Sohn Matthew Edward Amcotts Wilson, geboren am 13. Oktober 1966, und die Tochter Victoria Mary Wilson Roskill, geboren am 31. August 1968. Aus den Ehen der Kinder gingen bisher drei Enkel hervor.
Beim Tod seines Onkels Sir Mathew Martin Wilson, 5. Baronet, am 20. März 1991 erbte er dessen 1874 in der Baronetage of the United Kingdom für seinen Ur-ur-urgroßvater geschaffenen Adelstitel als 6. Baronet, of Eshton Hall in the County of York.
Ab 1995 gab es einen Handelsregistereintrag der im US-Bundesstaat Florida ansässigen „Dolphin Voyaging Inc.“, die ihn als President und Chief Executive Officer führte. Die Gesellschaft wurde Ende 2008 aufgelöst.
Wilsons Sohn tat zuletzt Dienst als Captain im 1st Battalion der Light Infantry of the British Army und erhielt im Mai 1993 für seinen Nordirland-Einsatz die Auszeichnung „Mentioned in Despatches“.
Die Tochter arbeitet als Rechtsanwältin in London.
Er starb am 5. Dezember 2019 in den Vereinigten Staaten.